# Joshua Sinclair
Joshua Sinclair, właśc. John Louis Loffredo (ur. 7 kwietnia 1953 w Nowym Jorku) – amerykański aktor, scenarzysta, reżyser i producent filmowy.

## Filmografia
Aktor:
- 2001: Zulus Chaka jako Ojciec Aaron
- 1988: Proces w Berlinie jako Alan Sherman
- 1987: Hangmen jako Phillipe Fosterlan
- 1982: 1990: I guerrieri del Bronx jako Ice
- 1981: L'Ultimo squalo jako burmistrz Wells
- 1978: Bohaterowie z piekła jako Marszałek
- 1977: Autostop jako Jastrząb
- 1977: La Via della droga jako Gianni
- 1976: Il Grande racket jako Rudy
- 1976: Keoma jako Cham
- 1975: Mesjasz jako strażnik
- 1974: Kartezjusz jako Brandaccio
- 1973: L'Eta di Cosimo de Medici jako Branduardi
- 1971: Forza 'G'
- 1970: Ogród Finzi-Continich

Scenarzysta:
- 2008: Broken Idyll
- 2007: Skok
- 2001: Zulus Chaka
- 1995: Płacz, ukochany kraju
- 1989: Nowhere to Run
- 1988: Rozprawa w Berlinie
- 1987: Shaka Zulu
- 1984: Biko Inquest
- 1981: Lili Marleen
- 1979: Zwyczajny żigolo
- 1979: Golden Lady
- 1977: Casanova i spółka

Reżyser:
- 2007: Skok
- 2001: Zulus Chaka

Producent:
- 1979: Golden Lady